# Nスタ新潟
『Nスタ新潟』（エヌスタにいがた）は、新潟放送（BSNテレビ）で、2010年3月29日から2016年3月25日まで放送されていた報道・情報番組（=『Nスタ』の新潟県向けローカルパート）。協賛は新潟日報社。

## 概要
- 2010年3月29日に『THE NEWS 新潟』（=『総力報道!THE NEWS』に新潟県向けローカルパート）の後番組としてスタート。
- 2012年3月26日より放送上のタイトルが『Nスタにいがた』に変更されたが、BSN公式サイトでの番組名は『Nスタ新潟』のままである。
- 2016年3月25日を以て終了、翌週3月28日からは『BSN NEWS ゆうなび』に受け継がれた。

## ニュースキャスター
- 工藤淳之介
- 田中美紗貴
- BSNアナウンサー

### 過去の出演者
- 實石あづさ
- 米澤和代
- 門脇瑛子
- 新保真徳

## 放送時間（番組終了時点）
- （第1シリーズ）月曜 - 金曜：16:53 - 19:00
  - 『Nスタ』（TBS発、16:53 - 18:15）
    - 16:50 - 16:53に『もうすぐNスタ新潟』を別途放送[1]。
- （第2シリーズ）月曜 - 金曜：15:50 - 19:00
  - 『Nスタ』（TBS発、15:50 - 18:15）
    - 15:47 - 15:50に『もうすぐNスタ新潟』を別途放送。
- （第3シリーズ）月曜 - 金曜：15:53 - 19:00
  - 『Nスタ ニュースワイド』（TBS発、15:53 - 17:50）・『Nスタ ニューズアイ』（TBS発、17:50 - 18:15）
    - 15:50 - 15:53に『もうすぐNスタ新潟』を別途放送。